# SPARC64 V
Die SPARC64-V-Architektur entstammt einem Joint-Venture zwischen Sun Microsystems und Fujitsu aus dem Jahr 2004. Sie gehört der sogenannten Advanced Product Line (APL) auf Basis des SPARC-Prozessors an. Der SPARC64 V wurde indes schon 1999 von HAL Computer Systems zusammen mit Fujitsu konzipiert, allerdings weicht der jetzt vorgestellte 64-Bit-Kern durch seine schieren Cache-Größen vom damaligen Prototyp radikal ab. Die Fertigung der SPARC64-V-Prozessoren erfolgte ursprünglich unter Verwendung von Kupfer-Leiterbahnen mit einer Strukturbreite von 0,13 µm, neuere Prozessoren werden mit geringeren Strukturbreiten gefertigt. Fujitsus SPARC64 V sind im Übrigen die ersten Prozessoren außerhalb des Großrechner-Bereichs, welche die Gültigkeit einer Datenbus-Zeilenadresse überprüfen.
Anfang 2008 erschien die SPARC64 VII mit 2,7 GHz. Es handelt sich hierbei um die Vierkernversion des SPARC64 V. Der SPARC64 VII ist Bus-kompatibel zum SPARC64 VI. Der 8-Kern-Prozessor SPARC64 VIII wurde 2009 vorgestellt.
| Modell                | Kerne | Frequenz in GHz | Architektur Version | Jahr | Prozess in nm | Transistoren [Millionen] | Kernabmessung in mm² | Leistungsaufnahme in W | L1-D-Cache in kB | L1-I-Cache in kB | L2-Cache in kB |
| --------------------- | ----- | --------------- | ------------------- | ---- | ------------- | ------------------------ | -------------------- | ---------------------- | ---------------- | ---------------- | -------------- |
| SPARC64 V (Zeus)      | 1     | 1,35–2,16       | V9                  | 2004 | 130           | 191                      | 290                  | 40                     | 128              | 128              | 2048           |
| SPARC64 VI (Olympus)  | 2     | 2,15–2,4        | V9                  | 2007 | 90            | 540                      | 422                  | 120                    | 128              | 128              | 6144           |
| SPARC64 VII (Jupiter) | 4     | 2,7             | V9                  | 2008 | 65            | 600                      | 445                  | 135                    | 64               | 64               | 6144           |
| SPARC64 VIII (Venus)  | 8     | 2,0             | V9                  | 2009 | 45            | 760                      | 513                  | 58                     | 32               | 32               | 4096           |